# レイモンド・C・ムーア
レイモンド・セシル・ムーア（英語: Raymond Cecil Moore、1892年2月20日 -  1974年4月16日）はアメリカ合衆国の地質学者、古生物学者である。無脊椎動物の化石の研究で知られる。

## 経歴
ワシントン州Roslynで生まれた。オハイオ州のデニソン大学で学んだ後、シカゴ大学で博士号を得た。1919年にカンザス大学の教授となり、1913年から1949年の間はアメリカ地質調査所で働いた。古生代の無脊椎動物の化石の研究、周期堆積（yclic sedimentation）の研究で知られる。

## 受賞歴
- 1968年: ウォラストン・メダル（ロンドン地質学会）
- 1970年: Mary Clark Thompson Medal（全米科学アカデミー）
- 1972年: ウィリアム・H・ツウェンホーフェル・メダル（堆積地質学会）

## レイモンド・C・ムーア・メダル
堆積地質学会は古生物学への貢献に対して贈られる賞レイモンド・C・ムーア・メダル(en)を創設した。

## 著書
- "Historical Geology",  (1933年)
- "Treatise on Invertebrate Paleontology", (1948年)
- "Introduction to Historical Geology", (1949年)
- "Invertebrate Fossils" (1952年共著)